# DETECTIVE BOYS
『DETECTIVE BOYS』(ディテクティヴ ボーイズ)は、Base Ball Bearの3.5枚目のアルバムであり、2枚目のコンセプトアルバム。

## 解説
- 前作『(WHAT IS THE)LOVE & POP?』から約1年ぶりのリリース。
- Base Ball Bearとして初のコンセプト・アルバムである。
- 『CYPRESS GIRLS』と同時発売。
- メジャーデビュー後、初のセルフプロデュースとなっており、隅々まで小出祐介の意思に基づいて制作されている。小出曰く「今までの音源では説明できなかった部分、Base Ball Bearの根底にあるものを見せるための2枚」。
- 通常のレコーディングスタジオではなく、設備の少ないリハーサルスタジオでレコーディングされている。これは、通常のレコーディングスタジオでは設備が充実しすぎており、小出が制作の隅々までを把握することができないため。
- 『CYPRESS GIRLS』と共に、公開プリプロダクションと位置付けられている。
- 収録曲にはそれぞれ副題が付いている。
- オリコンチャートの2010年10月5日付週間CDアルバムランキングでは、1万516枚を売り上げ11位にランクインした。

## 収録曲
- 全作詞・作曲：小出祐介、全編曲：Base Ball Bear（特記以外）

1. クチビル・ディテクティヴ（作詞：小出祐介・呂布）
  - 副題は「KISS→LIP→MOUTH→HEART」
  - acco（福岡晃子。チャットモンチー済）と呂布（元ズットズレテルズ）とのコラボ曲。
  - 3.5thアルバム曲の中で、最初に完成した曲。小出は「この曲が作れたからこそ、3.5thアルバム企画が始まった」と語っている。
  - 小出自身が監督を務めたMVが制作されており、その一部がYouTubeにて先行公開された。accoはMVでBEAT CRUSADERSが制作したお面を被っているが、これは撮影時にaccoの顔出しが可能かわからなかった為。
  - ライブでは主に2人をゲストに招いた際にのみ披露されていたが、2022年5月15日に開催された「日比谷ノンフィクションⅨ」では福岡が仕事の都合で来られなかったため、福岡の元バンドメンバーである橋本絵莉子が参加しパフォーマンスを行った。[2]
2. Transfer Girl
  - 副題は「August, Midnight, Moonlit, Poolside, RENDEZVOUS (What if you come...? What if you don't come...?)」
  - YouTubeにて曲の一部が先行公開された。
  - 4.0thアルバム『新呼吸』に、続編にあたる楽曲「転校生」が収録されている。
3. BOYFRIEN℃
  - 副題は「Killer Encounter」
  - 読み方は「ボーイフレンド」
  - 「2分の曲を作る」という目標で作られており、小出は「2分間に爆発力を込めた」と語っている。
  - 「36.5℃」「8月」「プール」などの歌詞があり、前曲の「Transfer Girl」と繋がっている。
  - アンダーグラウンドを意識した曲調となっている。小出曰く「シェフのアングラ風あんかけ」。
  - 途中のシャウトは湯浅が担当している。
4. LOVESICK
  - 副題は「All I Wanna Do Is See You」
  - 関根がメインヴォーカルを務める曲。
5. WHITE ROOM
  - 副題は「ふたり」
  - 演奏はアコースティック・ギターのみであり、実質上小出のソロ曲である。
6. 星がほしい
  - 副題は「Light Your Darkness-Must Be Strong-Make A World You Can Disappear To-Must Be Strong 」
7. 歌ってるんだBaby. (1+1=new1 ver.)（作詞：小出祐介/呂布）
  - 副題は「What Is Fun? What Is Right?」
  - iLLとのコラボ曲のニューバージョン。
  - 呂布（元ズットズレテルズ）とのコラボ曲。
  - タイトルの「1+1=new1」は、「1に1を足せば、新しい1が生まれる」という呂布の理論から。
8. 東京
  - 副題は「胸いっぱいの、愛を」
  - 「東京」には原曲があり、タイトルは「東京生まれ」という名前である。この曲はJ-WAVEで放送されたマクドナルドのラジオCMソングであった。
  - この「東京生まれ」の歌詞「東京タワーの代わりに」というフレーズを小出が気に入っていたが、CMソングであるために尺の都合もあり歌詞はこのフレーズの繰り返しとなった。それがもったいない、との事からこの曲が制作された。